# Metathelypteris glandulifera
Metathelypteris glandulifera är en kärrbräkenväxtart som beskrevs av Ren-Chang Ching och Shing. Metathelypteris glandulifera ingår i släktet Metathelypteris och familjen Thelypteridaceae. Inga underarter finns listade.